# 390-399
De jaren 390-399 (van de christelijke jaartelling) zijn een decennium in de 4e eeuw.

## Belangrijke gebeurtenissen

### Romeinse Rijk
- 390 : Bloedbad van Thessaloniki. Keizer Theodosius I van Byzantium wordt door de bisschop van Milaan, Ambrosius gedwongen om in het openbaar boete te doen voor de slachtpartij op burgerrebellen in Thessaloniki.
- 392 : Keizer Valentinianus II wordt dood aangetroffen. Magister militum Arbogast stelt Flavius Eugenius aan als keizer van het West-Romeinse Rijk.
- 393 : Keizer Theodosius I verbiedt bij edict de Olympische Spelen.
- 394 : Slag aan de Frigidus. Keizer Theodosius trekt de Alpen over en verslaat Eugenius, Arbogast pleegt zelfmoord. Hiermee sterft de laatste heidense keizer en is het Romeinse Rijk, voor de laatste keer, weer verenigd.
- 395 : Kort nadien sterft keizer Theodosius. Hij wordt opgevolgd door zijn twee zonen, Arcadius in het Oost-Romeinse Rijk met als adviseurs, eerst Flavius Rufinus en daarna Eutropius en Honorius in het West-Romeinse Rijk, met als raadsman Flavius Stilicho.
- 395-398 : Gotische opstand van Alarik I in de Romeinse provincie Moesia.
- 396 : Alarik I, koning van de Visigoten, plundert Griekenland.
- 399 : Gotische opstand van Tribigild breekt uit in Anatolië, Aelia Eudoxia, vrouw van Arcadius, laat Eutropius ombrengen en neemt zelf de touwtjes in handen, de Oost-Romeinse generaal Gainas pleegt een staatsgreep en sluit een verbond met de Gotische opstandeling Tribigild.

### Christendom
- Het christendom heeft zich met kunst en architectuur, een bloeiende literatuur, en geïnspireerd door theologische denkers, ontwikkeld tot de belangrijkste religie van het Romeinse Rijk.
- Hiëronymus van Stridon vertaalt de Bijbel in opdracht van paus Damasus tussen 390 en 405 in het volkslatijn. Het resultaat wordt de Vulgaat genoemd.

## Heersers

### Europa
- West-Romeinse Rijk: Valentinianus II (375-392), Theodosius I (394-395), Honorius (395-423)
- Oost-Romeinse Rijk: Theodosius I (379-395), Arcadius (395-408)
- Visigoten: Alarik I (395-410)

### Azië
- Armenië: Vramsjapuh (390-414)
- China
  - Oostelijke Jin: Jin Xiaowudi (372-396), Jin Andi (396-418)
  - Noordelijke Wei: Beiwei Daowudi (386-409)
- India (Gupta's): Chandragupta II (380-415)
- Japan (traditionele data): Nintoku (313-399)
- Perzië (Sassaniden): Varahran IV (388-399), Yazdagird I (399-420)

### Religie
- paus: Siricius (384-399), Anastasius I (399-401)
- patriarch van Alexandrië: Theophilus (385-412)
- patriarch van Antiochië: Flavianus I (381-404)
- patriarch van Constantinopel: Nectarius (381-397), Johannes I Chrysostomus (398-404)

<< · 390 · 391 · 392 · 393 · 394 · 395 · 396 · 397 · 398 · 399 · >>
<< · 300-309 · 310-319 · 320-329 · 330-339 · 340-349 · 350-359 · 360-369 · 370-379 · 380-389 · 390-399 · >>